# Instituto de Tecnologia de Grenoble
Instituto de Tecnologia de Grenoble (Grenoble INP) (antigamente INPG: Institut national polytechnique de Grenoble) é um sistema tecnológico universitário francês composto de seis écoles d'ingénieurs.
O instituto faz parte da Universidade de Grenoble e da rede CLUSTER (Consortium Linking Universities of Science and Technology for Education and Research).

## Formação
Desde 2008, o Grenoble INP compreende seis grandes écoles d'ingénieurs:
- École nationale supérieure de l'énergie, l'eau et l'environnement (Grenoble INP - Ense3);
- École nationale supérieure d'informatique et de mathématiques appliquées de Grenoble (Grenoble INP - Ensimag);
- École nationale supérieure en systèmes avancés et réseaux (Grenoble INP - Esisar);
- École nationale supérieure de génie industriel (Grenoble INP - Génie industriel);
- École internationale du papier, de la communication imprimée et des biomatériaux (Grenoble INP - Pagora);
- École nationale supérieure de physique, électronique et matériaux (Grenoble INP - Phelma).

Todas se situam em Grenoble ou no campus de Saint-Martin-d'Hères, com a exceção da ESISAR que fica em Valence.
O grupo Grenoble INP recruta a grande parte de seus alunos a partir de concursos comuns politécnicos. Além disso, o grupo Grenoble INP criou, em colaboração com o Institut national polytechnique de Lorraine e o Institut national polytechnique de Toulouse, o "ciclo preparatório politécnico".
Em 2011, o Grenoble INP se classificou como a segunda melhor école d'ingénieur francesa após a École Polytechnique, segundo o QS World University Rankings (Ranking das Universidades) e 102ª faculdade na área de tecnologia[carece de fontes?]. No mesmo ano, o grupo se classificou também em 2º no ranking de L'Usine nouvelle e 1º na classificação da revista Industrie et Technologies.